# NGC 7554
NGC 7554 је елиптична галаксија у сазвежђу Рибе која се налази на NGC листи објеката дубоког неба.
Деклинација објекта је - 2° 22' 41" а ректасцензија 23h 15m 41,3s. Привидна величина (магнитуда) објекта NGC 7554 износи 14,9 а фотографска магнитуда 15,9. NGC 7554 је још познат и под ознакама 3ZW 99, NPM1G -02.0510, PGC 70850.